# Einstein (estación)
Einstein es una estación ferroviaria que forma parte de la Línea 2 del Metro de Santiago de Chile. Se encuentra subterránea, entre las estaciones Dorsal y Cementerios. Se ubica en la intersección de la Avenida Recoleta con Avenida Einstein, en la comuna de Recoleta.

## Características y entorno
Einstein pertenece al primer tramo de la extensión de la línea hacia el norte desde Cerro Blanco. El último tramo, que comprende desde esta estación hasta Vespucio Norte, fue entregado a fines de 2005, conectando los extremos norte y sur de la Avenida Circunvalación Américo Vespucio. La estación posee una afluencia diaria promedio de 15 097 pasajeros.
En su entorno inmediato se encuentra un supermercado, tres farmacias, además de comercios menores como panaderías, una carnicería, y centros de estudio.

### Accesos
| Acceso | Intersección                  |
| ------ | ----------------------------- |
| A      | Av. Recoleta con Av. Einstein |

## Origen etimológico
El nombre de la avenida adyacente a la estación se debe al destacado físico alemán Albert Einstein, ganador del Premio Nobel de Física, en 1922, y postulador de la Teoría de la relatividad.

## Galería

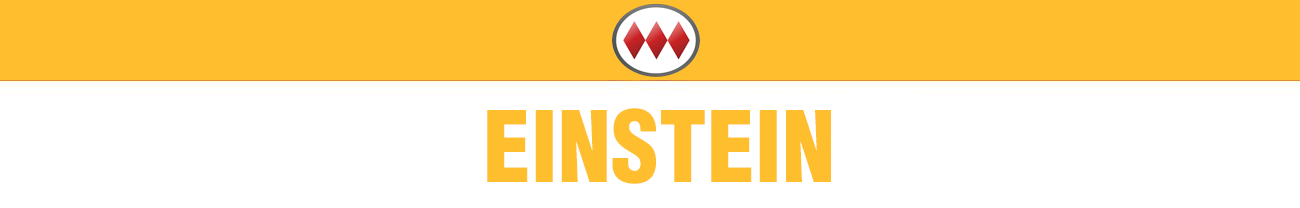
Cenefa utilizada actualmente en los andenes.
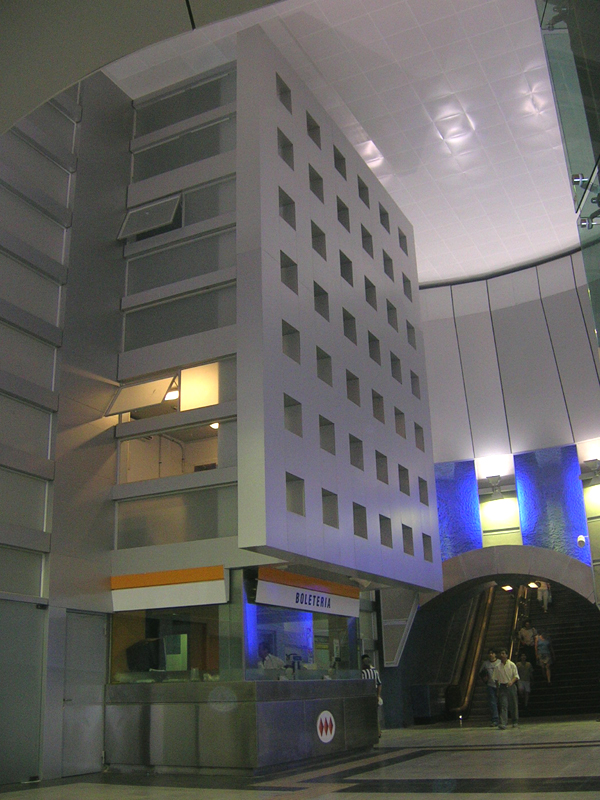
Boletería de la estación.
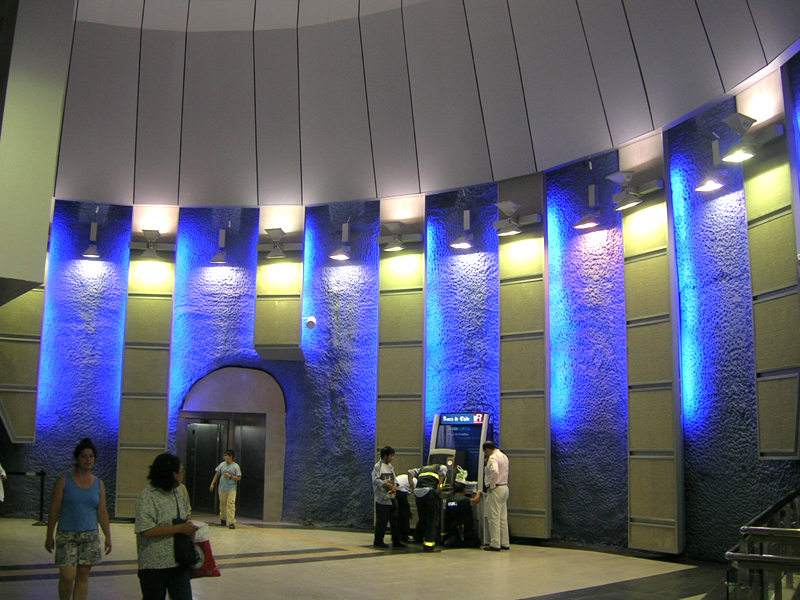
Mesanina de la estación.
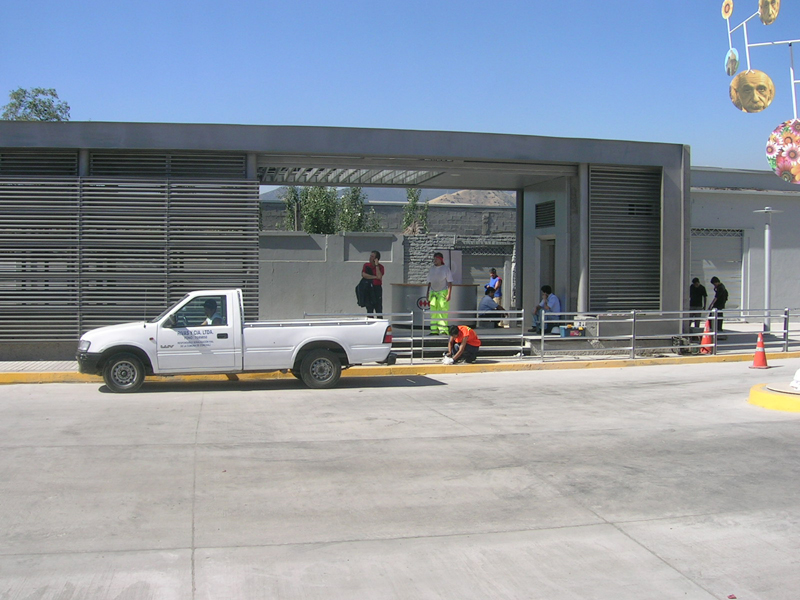
Acceso a la estación.
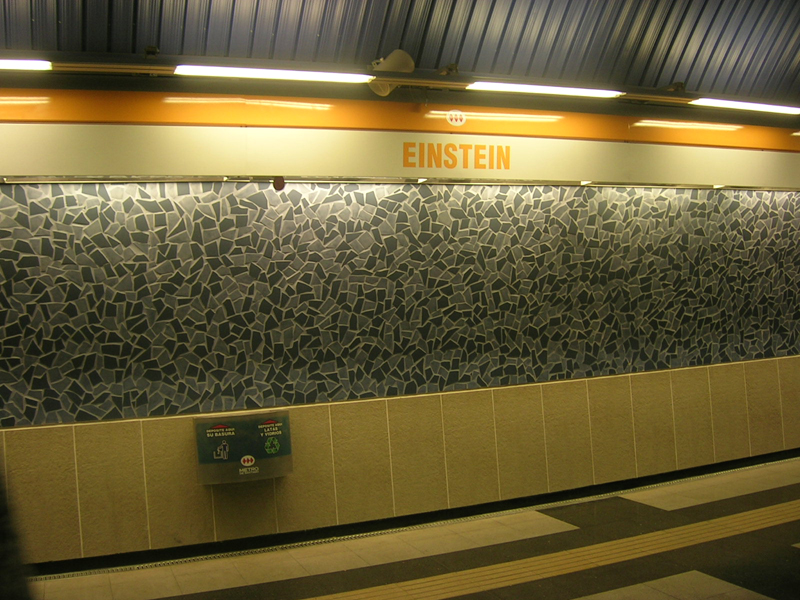
Andén de la estación.

## Conexión con Red Metropolitana de Movilidad
La estación posee 5 paraderos de la Red Metropolitana de Movilidad en sus alrededores, los cuales corresponden a:
| Paradero/ Código                   | Recorridos                                                                              |
| ---------------------------------- | --------------------------------------------------------------------------------------- |
| Parada 1 / Metro Einstein (PB308)  | 203 (La Pintana) - 203n (La Pintana) - 208 (Centro) - B11 (Lo Marcoleta/El Salto)       |
| Parada 2 / Metro Einstein (PB325)  | 203 (Av. Recoleta) - 203n (Huechuraba) - 208 (Huechuraba) - B11 (Lo Marcoleta/El Salto) |
| Parada 3 / Metro Einstein (PB1283) | B14 (El Salto) - B21 (Lo Marcoleta)                                                     |
| Parada 4 / Metro Einstein (PB1269) | B14 (Mapocho) - B21 (Plaza Chacabuco)                                                   |
| Parada 5 / Metro Einstein (PB1268) | B14 (Mapocho)                                                                           |